# Галерија грбова Монака
Галерија грбова Монака обухвата актуелни Грб Монака, историјски грб Монака, грб кнежевске породице Грималди, грб општина и грб принчевих карабињера.

## Актуелни Грб Monaka
- Грб Монака

## Историјски грб Монака
- Грб Monaka 1654-1725

## Грб кнежевске породице Грималди
- Грб кнежевске породице Грималди

## Грб општина
- Грб општине Монако
- Грб полиције у Монте Карлу

## Грб принчевих карабињера
- Грб принчевих карабињера